# Супер Рино
«Су́пер Ри́но» (англ. Super Rhino) — американский короткометражный анимационный фильм с участием главных героев полнометражного мультфильма «Вольт», поставленный режиссёром Нэйтаном Грено на студии Walt Disney Animation Studios в 2009 году.
«Супер Рино» представлен в виде дополнительного бонуса для владельцев лицензионных DVD и Blu-Ray дисков с мультфильмом «Вольт». Выпуск состоялся вместе с фильмом «Вольт» 22 марта 2009 года на Blu-ray и 24 марта 2009 года на DVD.

## Сюжет
Злобный доктор Калико (он же Зеленоглазый), главарь преступников, захватил в плен девочку Пенни и её пса Вольта, пытавшихся спасти отца Пенни — гениального учёного, за которым охотится весь преступный мир. Отец Пенни с помощью своих разработок наделил Вольта сверхспособностями, позволяющими защитить Пенни от злодеев. Люди Калико каким-то невероятным способом сумели надеть на Пенни и Вольта специальные маски, не позволяющие открыть рот, и посадили их обоих в корпус из особого сплава, в котором невозможно даже пошевелиться. Из-за этого Вольт не смог применить свой ультразвуковой супергавк, позволяющий разрушать целые здания.
Злодеи поместили Вольта и Пенни в укреплённую крепость на острове далеко в океане, в которую невозможно проникнуть ни человеку, ни собаке. Калико решил жестоко расправиться с девочкой и псом за то, что они помешали воплощению его злодейских планов, из-за чего он упустил профессора. У Зеленоглазого праздник, и ничто не помешает ему осуществить задуманное.
Отец Пенни вмонтировал миниатюрную видеокамеру и микрофон в ошейник Вольта, поэтому он в своей лаборатории видит и слышит всё, что происходит в данный момент в крепости Калико. Считанные минуты остались у Пенни и Вольта, и он не может им помочь.
Гениальная мысль рождается в голове учёного. Он наделяет сверхспособностями постоянно торчащего перед телевизором хомяка Рино, как когда-то Вольта, и отправляет его на укреплённый остров.
Рино в своём неизменном прозрачном шаре со скоростью метеора врезается в поверхность острова, проделав огромную воронку. В это время в крепости слышится битва снаружи, несвязные радио-переговоры боевиков, на внутренней поверхности металлического купола крепости появляются вдавленные снаружи отпечатки военной техники. Это Рино нейтрализовал внешнее кольцо охраны острова, усиленное частями спецназа, бронетехникой и авиацией.
Безобидный с виду хомячок прожёг лазерным взглядом толстостенный купол и, ворвавшись внутрь, одолел злодеев с передвижными ракетными установками, по пути успев спасти Вольта и Пенни от гибели. А зеленоглазый доктор Калико испытал на себе и на своём любимом коте действие ультразвукового суперписка Рино, оставшись при этом в лохмотьях от дорогой одежды, без наружного волосяного покрова, и в слегка загоревшем виде.
Получив слова благодарности Пенни и лай благодарности Вольта, Рино отправляется «по делам» и оказывается уже на сцене с микрофоном в лапах. Теперь он поп-звезда, обладатель большого количества поклонников, исполняет свою популярную песню.
Во время выступления он внезапно оказывается ночью на кровати Пенни рядом с кошкой Варежкой, которая просит Рино не петь в столь поздний час. На самом деле Рино, Варежка, Вольт и Пенни находятся в загородном доме Пенни и её матери, а боевик, который вполне подходит к вечернему шоу «Вольт», любимому шоу Рино, всего-навсего ему приснился. Рино переворачивается на другой бок и видит новый сон. Он, супергерой, получает секретное задание спасти Луну лично от президента США.

## В ролях
| Актёр              | Роль         |
| ------------------ | ------------ |
| Марк Уолтон        | Рино         |
| Малкольм Макдауэлл | Зеленоглазый |
| Майли Сайрус       | Пенни        |
| Сьюзи Эссман       | Варежка      |

## История создания мультфильма
Во время создания анимационного фильма «Вольт» главный продюсер Джон Лассетер обратился к редактору фильма Натану Грено и его команде с предложением придумать короткометражный мультфильм для DVD. Грено предложил наделить Рино сверхспособностями, как у Вольта. Идея Лассетеру понравилась, и Натан Грено стал автором сценария и режиссёром мультфильма «Супер Рино» как автор самой идеи. В напряжённом графике «Супер Рино» создавался около четырёх месяцев. Съёмки были завершены до того, как закончили фильм «Вольт».